# Samuel Heinicke
Samuel Heinicke (Nautschütz, Krs. Weißenfels, 1727. április 10. – Lipcse, 1790. április 30.) német gyógypedagógus, hallássérültek gyógypedagógiájának jeles művelője, az ún. „német módszer” kialakítója, azaz megtanította a siketekkel a szájról olvasást és a hangos beszédet.

## Életpályája
Sok küzdelem árán végezte tanulmányait Jénában. Előbb (1763-68) mint magántanító, majd (1768-77) kántortanítóként működött. Már 1754-ben találkozott egy siket kisfiúval, akit beszélni tanított. Johann Konrad Ammann Surdus loquens (=Beszélő siket) című műve indította el a pályáján. Előbb Eppendorfban létesített kis intézetet siket gyermekeknek, majd 1778-ban Lipcsében a fejedelem támogatásával megalapította a siketek első németországi intézetét. Samuel Heinicke Charles-Michel de l'Épée-vel szemben azt vallotta, hogy a képekben, írásban, jelekben gondolkodás bizonytalan, ezért a siket gyermeket is a hangzóbeszédre kell megtanítani. Samuel Heinicke módszerében, ami ma már szerte a világon ismert, az  ujjábécé és a természetes jelek, a siketek jelnyelve csak segédeszközként vannak jelen, mindjárt kezdetben a hangzóbeszéd tanítása és szájról olvasás elsajátíttatása a feladat.
Az ún. francia és a német módszer hívei sokáig harcban álltak egymással. 1880-ban, a siketnéma-intézeti tanárok milánói kongresszusán a német módszer vívta ki az elsőbbséget. A „jel és szó háborúja” azonban ma sem ismeretlen.

## Munkái (válogatás)
- Beobachtungen über Stumme und über die menschliche Sprache in Briefen. Hamburg, 1778.;
- Über die Denkart der Taubstummen und die Misshandlungen, welchen sie durch unsinnige Kuren und Lehrarten ausgesetzt sind. Leipzig, 1780.
- Wichtige Entdeckungen und Beiträge zur Seelenlehre und zur menschlichen Sprache, 1784. (MOKKA-katalógusból)